# 冰島低壓

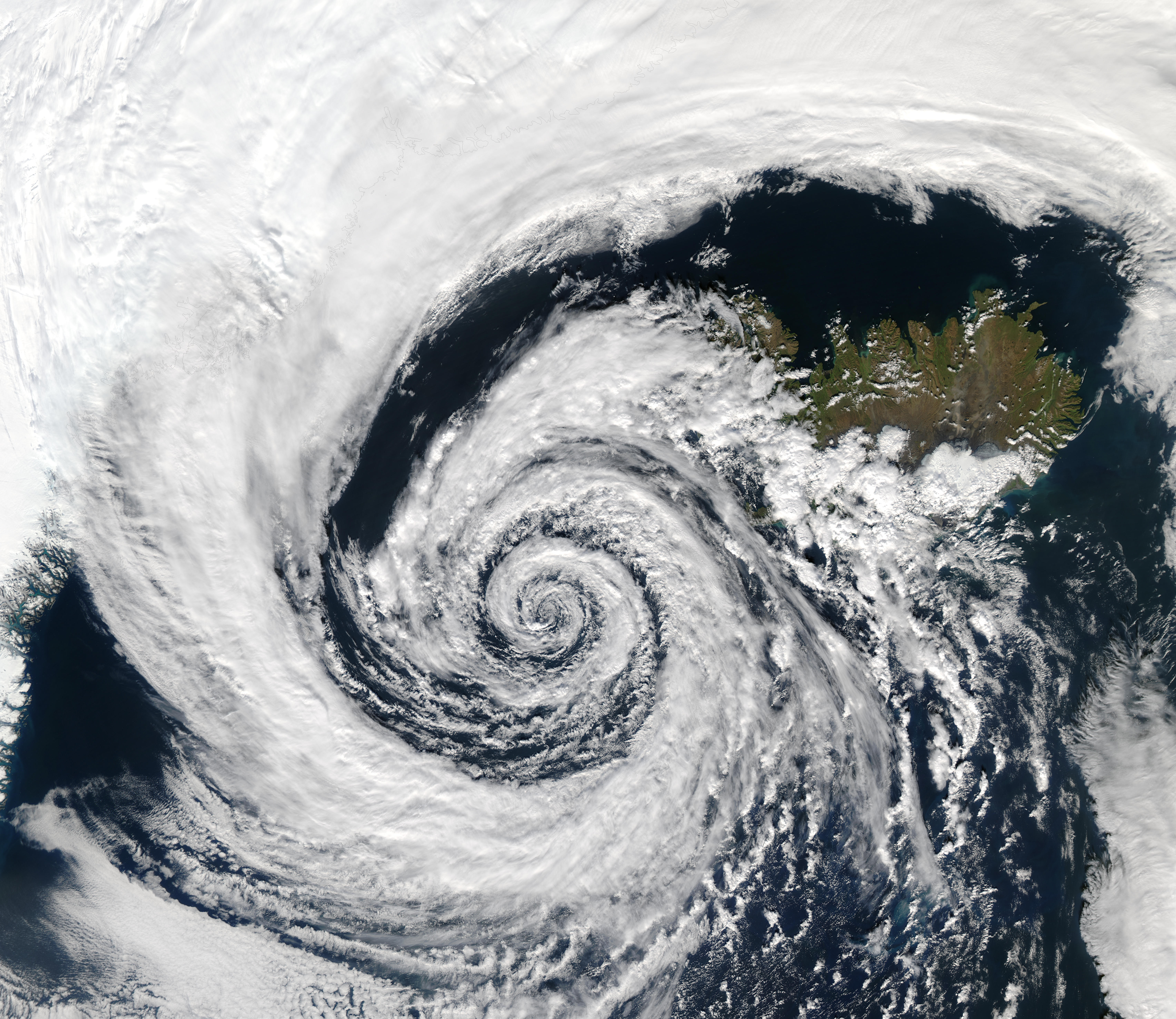
2003年9月4日在冰島附近的氣旋

冰島低壓是一個半永久性低壓中心，位於冰島以及格陵蘭南岸。冰島低壓在北半球冬季及初春時增強，並向巴倫支海延伸，在北半球夏季時減弱一分為二，其一中心鄰近戴維斯海峽，另一中心鄰近冰島西部。冰島低壓是北半球大氣環流的主要活動中心，氣旋活動相當頻密。冬季時海洋比陸地溫暖，兩者溫差令低壓區在該位置形成。